# Zwalm (gemeente)
Zwalm is een gemeente in de Belgische provincie Oost-Vlaanderen. De gemeente telt ruim  8.000 inwoners, die Zwalmenaars worden genoemd.

## Kernen
Zwalm is een fusiegemeente, die bestaat uit twaalf deelgemeenten, namelijk Beerlegem, Dikkele, Hundelgem, Meilegem, Munkzwalm, Nederzwalm-Hermelgem, Paulatem, Roborst, Rozebeke, Sint-Blasius-Boekel, Sint-Denijs-Boekel en Sint-Maria-Latem. De twaalf kleine sterren in de vlag van de fusiegemeente verwijzen naar deze deelgemeenten. De fusiegemeente ontstond in 1977 uit de samenvoeging van Groot-Munkzwalm en Nederzwalm-Hermelgem. De deelgemeente Nederzwalm-Hermelgem ontstond halverwege de 19de eeuw toen Nederzwalm en het kleinere Hermelgem samensmolten. In Sint-Denijs-Boekel ligt nog het kleine gehucht Wijlegem.

### Deelgemeenten
|    | Naam                 | Opp. (km²) | Inwoners (2020) | Inwoners per km² | NIS-code |
| -- | -------------------- | ---------- | --------------- | ---------------- | -------- |
| 1  | Munkzwalm            | 5,00       | 2.085           | 417              | 45065A   |
| 2  | Paulatem             | 1,55       | 118             | 76               | 45065B   |
| 3  | Sint-Maria-Latem     | 2,22       | 672             | 303              | 45065C   |
| 4  | Meilegem             | 2,03       | 335             | 165              | 45065D   |
| 5  | Beerlegem            | 2,30       | 383             | 167              | 45065E   |
| 6  | Dikkele              | 1,44       | 179             | 125              | 45065F   |
| 7  | Hundelgem            | 1,87       | 639             | 342              | 45065G   |
| 8  | Roborst              | 3,51       | 791             | 225              | 45065H   |
| 9  | Rozebeke             | 1,90       | 436             | 230              | 45065J   |
| 10 | Sint-Blasius-Boekel  | 4,17       | 772             | 185              | 45065K   |
| 11 | Sint-Denijs-Boekel   | 4,73       | 842             | 178              | 45065L   |
| 12 | Nederzwalm-Hermelgem | 3,19       | 914             | 286              | 45065M   |

## Geografie
Zwalm ligt in Zuid Oost-Vlaanderen, in de streek die gekend staat als de Vlaamse Ardennen.
De gemeente wordt doorsneden door de Zwalm en door de Munkbosbeek. De Munkbosbeek heeft een apart bekken, maar wordt toch tot de Zwalmstreek gerekend, en ze ligt voor een groot deel in Zwalm.
Deze rivieren en hun zijbeken zorgen voor een heuvelachtig landschap in Zwalm. Alleen aan de Schelde, in Nederzwalm-Hermelgem, is het vrij vlak. Een uitzondering op dit vlakke terrein in Nederzwalm-Hermelgem vormen de heuvels aan het Blarewater, ook een oude scheldearm, aan de brug over de Schelde.
Door de talrijke bomenrijen ziet het landschap er bebost en groen uit.
In Beerlegem is er het kasteel met domein Ten Bieze met bos, kasteelvijvers en talrijke bronnen.
Een ander groot stuk natuur vinden we aan het Klein Zwitserland en de IJzerkotmolen.
Er is een stukje natuur te vinden tussen het Blarewater en de Schelde.
Voorts hebben beide oevers langs de Zwalmbeek nog groen, hier en daar onderbroken door wegen.
Voor de rest is Zwalm vooral agrarisch gebied en woongebied met uitbreiding. Er is veel lintbebouwing in Zwalm, ook langs de grote wegen.
Er zijn her en der nog oude voetwegen en fiets- en wandelpaden te vinden. Veel kouterwegen zijn ook nog aanwezig, maar meestal verhard met beton.
In het noordoosten bij Hermelgem vinden we de Schelde. Er is maar een brug over de Schelde vanuit Zwalm.
Hier bevinden zich twee oude Scheldearmen: het natuurgebied Blarewater aan de brug over de Schelde, en de oude Scheldearm (natuurgebied Kaaimeersen) aan De Kaaihoeve in Meilegem.
Op een aantal plaatsen wordt de gemeentegrens gevormd door waterwegen.
Zo vinden we in het noordoosten in Nederzwalm-Hermelgem de grens gevormd door de Schelde.
Deze grens is een gemeentegrens volledig met buurgemeente Zingem. De inwoners van Zingem worden door de Hermelgemnaren dan ook "die van over de Schelde" genoemd.
Het deel tussen de oude scheldearm aan de Kaaihoeve en de rechtgetrokken Schelde hoort bij Nederzwalm-Hermelgem.
Dit is ook het geval voor het terrein tussen het Blarewater en de rechtgetrokken Schelde.
Aan de Kaaihoeve was vroeger een overzet naar Zingem. De kaarsrechte weg van deze overzetplaats, maar dan vanaf de andere kant van de rechtgetrokken Schelde, naar het dorp van Zingem is nog steeds aanwezig.
De Zwalm zelf en de Boekelbeek hebben ook op grote stukken de gemeentegrens gevormd.
Alle deelgemeenten van Zwalm, behalve Paulatem en Sint-Maria-Latem, liggen aan de gemeentegrens van Zwalm; Paulatem en Sint-Maria-Latem liggen volledig ingesloten door de andere deelgemeenten.
De buurgemeenten van Zwalm zijn in uurwijzerzin:
- Gavere
  - Dikkelvenne in het noorden, grenst aan Meilegem, Beerlegem en Dikkele
- Zottegem
  - Velzeke in het noordoosten, grenst aan Dikkele, Hundelgem, Munkzwalm en Roborst
  - Strijpen in het oosten, grenst aan Roborst
  - Sint-Goriks-Oudenhove in het zuidoosten, grenst aan Roborst en Rozebeke
- Brakel
  - Michelbeke in het zuiden, grenst aan Rozebeke en Sint-Blasius-Boekel
  - Elst in het zuiden, grenst aan Sint-Blasius-Boekel
  - Zegelsem in het zuidwesten, grenst aan Sint-Blasius-Boekel
- Horebeke
  - Sint-Kornelis-Horebeke in het zuidwesten, grenst aan Sint-Blasius-Boekel
  - Sint-Maria-Horebeke in het zuidwesten, grenst aan Sint-Blasius-Boekel en Sint-Denijs-Boekel
- Oudenaarde
  - Mater in het westen, grenst aan Sint-Denijs-Boekel en Nederzwalm-Hermelgem
  - Welden in het westen, grenst aan Nederzwalm-Hermelgem
- Kruisem
  - Zingem in het noordwesten, aan de overkant van de Schelde, grenst aan Nederzwalm-Hermelgem

## Geschiedenis
De naam van de gemeente komt van de naam van de rivier de Zwalm.
Bij de inval van de Romeinen in 57 voor Christus door Julius Caesar in de Slag aan de Sabis was de streek rond de Zwalm bewoond door Nerviërs van Overrijnse oorsprong. Deze veldslag heeft Julius Caesar uitvoerig beschreven in zijn De bello gallico.
Tijdens de Romeinse overheersing lag Zwalm in Gallia Belgica, het noordelijk deel van Gallië.
In Velzeke hadden de Romeinen een belangrijk legerkamp. Een Romeinse heirweg liep van Bavay naar Velzeke (Romeinse weg Bavay-Velzeke); dit was een aftakking van weg van Boulogne-sur-Mer naar Keulen. Deze oude handelsweg die al bestond voor de Romeinse overheersing werd vanaf toen de via Gesoriacum ad Colonia Agrippa. Op talrijke plaatsen in de Zwalmstreek vindt men Romeinse en Gallo-Romeinse geldstukken en vaatwerk.
De monniken van de Sint-Baafsabdij van Gent hadden in de middeleeuwen in 976 een nederzetting op "Ten Berge", ten noordoosten van de monding van de Wijlegemse beek in de Zwalm. Vandaar de naam Munkzwalm.
Nederzwalm was in handen van de abdij van Ename.
De naam "Suualmam" wordt voor het eerst vermeld in 1003. Die naam werd "Sualma" in 1108 en "Sualme" in 1214.
Bij de afschaffing van de oude kasselrijen en heerlijkheden, tijdens de Franse Overheersing (1794-1815), kregen de verschillende gemeenten, die tot dan toe onder de voogdij hadden gestaan van de Heren van Gavere of van de Heren van Zottegem, hun eigen zelfstandigheid, onder het gezag van een burgemeester. De verschillende parochies kwamen onder het bestuur van het bisdom Gent.
Daarna werden vier fusies uitgevoerd.
- In 1808 werden Wijlegem en Sint-Denijs-Boekel samengevoegd.
- In 1829 werd er onderhandeld om Meilegem, Dikkele, Paulatem en Beerlegem samen te voegen, maar het bleef bij onderhandelen.
- In 1850 smolten Nederzwalm en Hermelgem samen tot Nederzwalm-Hermelgem.
- Vrij recenter zijn de zogenaamde algemene fusies van 1971, waarbij alle huidige deelgemeenten behalve Nederzwalm-Hermelgem bij Munkzwalm werden ondergebracht.
- De laatste algemene fusie dateert van 1977 toen (groot) Munkzwalm en Nederzwalm-Hermelgem werden samengevoegd tot het huidige Zwalm.

Op 10 mei 1940 werd bij gehucht 't Hoofd een Duitse Heinkel-bommenwerper neergehaald door de Britse luchtmacht. De vier Duitse bemanningsleden kwamen daarbij om . 
In de vorige eeuw hadden de meeste parochies op zaterdagavond en op zondagmorgen een eucharistieviering. De grootste parochies hadden drie weekendmissen: op zaterdagavond, de vroegmis op zondag vroeg in de morgen en de hoogmis op zondag in de late voormiddag. Door het dalend kerkbezoek en het dalend aantal priesters is dit intussen flink gereduceerd. Sedert 2016 besliste het bisdom dat er enkel nog eucharistievieringen zijn in de kerk van Nederzwalm en Munkzwalm. Op basis van het kerkenbeleidsplan wordt voor de andere kerken naar herbestemming gekeken. De kapel van Wijlegem en de kerk van Meilegem zijn ook reeds ontwijd.

## Demografische ontwikkeling
Alle historische gegevens hebben betrekking op de huidige gemeente, inclusief deelgemeenten, zoals ontstaan na de fusie van 1 januari 1977.
- Bronnen:NIS, Opm:1831 tot en met 1981=volkstellingen; 1990 en later= inwonertal op 1 januari

| Inwoners van jaar tot jaar op 1 januari 1992 tot heden | Inwoners van jaar tot jaar op 1 januari 1992 tot heden | Inwoners van jaar tot jaar op 1 januari 1992 tot heden |
| jaar                                                   | Aantal                                                 | Evolutie: 1992=index 100                               |
| ------------------------------------------------------ | ------------------------------------------------------ | ------------------------------------------------------ |
| 1992                                                   | 7.448                                                  | 100,0                                                  |
| 1993                                                   | 7.506                                                  | 100,8                                                  |
| 1994                                                   | 7.544                                                  | 101,3                                                  |
| 1995                                                   | 7.643                                                  | 102,6                                                  |
| 1996                                                   | 7.627                                                  | 102,4                                                  |
| 1997                                                   | 7.611                                                  | 102,2                                                  |
| 1998                                                   | 7.662                                                  | 102,9                                                  |
| 1999                                                   | 7.670                                                  | 103,0                                                  |
| 2000                                                   | 7.683                                                  | 103,2                                                  |
| 2001                                                   | 7.687                                                  | 103,2                                                  |
| 2002                                                   | 7.686                                                  | 103,2                                                  |
| 2003                                                   | 7.691                                                  | 103,3                                                  |
| 2004                                                   | 7.716                                                  | 103,6                                                  |
| 2005                                                   | 7.770                                                  | 104,3                                                  |
| 2006                                                   | 7.765                                                  | 104,3                                                  |
| 2007                                                   | 7.835                                                  | 105,2                                                  |
| 2008                                                   | 7.916                                                  | 106,3                                                  |
| 2009                                                   | 8.043                                                  | 108,0                                                  |
| 2010                                                   | 8.062                                                  | 108,2                                                  |
| 2011                                                   | 8.095                                                  | 108,7                                                  |
| 2012                                                   | 8.045                                                  | 108,0                                                  |
| 2013                                                   | 8.070                                                  | 108,4                                                  |
| 2014                                                   | 8.070                                                  | 108,4                                                  |
| 2015                                                   | 8.047                                                  | 108,0                                                  |
| 2016                                                   | 8.040                                                  | 107,9                                                  |
| 2017                                                   | 8.099                                                  | 108,7                                                  |
| 2018                                                   | 8.134                                                  | 109,2                                                  |
| 2019                                                   | 8.148                                                  | 109,4                                                  |
| 2020                                                   | 8.167                                                  | 109,7                                                  |
| 2021                                                   | 8.224                                                  | 110,4                                                  |
| 2022                                                   | 8.244                                                  | 110,7                                                  |
| 2023                                                   | 8.320                                                  | 111,7                                                  |
| 2024                                                   | 8.340                                                  | 112,0                                                  |
| 2025                                                   | 8.348                                                  | 112,1                                                  |

## Politiek

### Structuur
De gemeente Zwalm ligt in het kieskanton Horebeke en de kieskring Oost-Vlaanderen.
| Zwalm            | Zwalm            | Supranationaal         | Nationaal                         | Nationaal                 | Gemeenschap               | Gewest                    | Provincie                 | Arrondissement   | Provinciedistrict | Kanton          | Gemeente        |
| ---------------- | ---------------- | ---------------------- | --------------------------------- | ------------------------- | ------------------------- | ------------------------- | ------------------------- | ---------------- | ----------------- | --------------- | --------------- |
| Administratief   | Niveau           | Europese Unie          | België                            | België                    | Vlaanderen                | Vlaanderen                | Oost-Vlaanderen           | Oudenaarde       | Oudenaarde        | Oudenaarde      | Zwalm           |
| Administratief   | Bestuur          | Europese Commissie     | Belgische regering                | Belgische regering        | Vlaamse regering          | Vlaamse regering          | Deputatie                 | Deputatie        | Deputatie         | Deputatie       | Gemeentebestuur |
| Administratief   | Raad             | Europees Parlement     | Kamer van volksvertegenwoordigers | Vlaams Parlement          | Vlaams Parlement          | Vlaams Parlement          | Provincieraad             | Provincieraad    | Provincieraad     | Provincieraad   | Gemeenteraad    |
| Kiesomschrijving | Kiesomschrijving | Nederlands Kiescollege | Kieskring Oost-Vlaanderen         | Kieskring Oost-Vlaanderen | Kieskring Oost-Vlaanderen | Kieskring Oost-Vlaanderen | Kieskring Oost-Vlaanderen | Aalst-Oudenaarde | Oudenaarde        | Horebeke        | Zwalm           |
| Verkiezing       | Verkiezing       | Europese               | Federale                          | Federale                  | Vlaamse                   | Vlaamse                   | Provincieraads-           | Provincieraads-  | Provincieraads-   | Provincieraads- | Gemeenteraads-  |

### Geschiedenis
Burgemeesters van Zwalm waren:
- 1977-2006 : Basiel Eeckhout
- 2007-2012 : Bruno Tuybens
- 2013-2018 : Karen De Colfmacker
- 2019-2022 : Eric De Vriendt
- 2022-2024 : Bruno Tuybens
- 2024-heden: Matthijs Verschraegen

#### Bestuur 2013-2018
Burgemeester was Karen De Colfmacker van de Open Vld. Zij leidde een coalitie van Open Vld met CD&V-Plus. Samen hadden ze de meerderheid met elf op negentien zetels.

#### Bestuur 2019-2024
Bij de gemeenteraadsverkiezingen van 14 oktober 2018 behield Open Vld negen zetels. CD&V plus behaalde een zetel (verlies een), VoorZwalm zeven (winst een) en N-VA twee (status quo). Het nieuwe bestuur werd gevormd door CD&V plus, VoorZwalm en N-VA die samen tien van de negentien zetels hebben. Het burgemeesterschap werd verdeeld tussen Eric De Vriendt (2019-2021) van CD&V plus en Bruno Tuybens (2022-2024) van VoorZwalm.

#### Bestuur 2024-2030
Bij de gemeenteraadsverkiezingen van 13 oktober 2024 veroverde Open Vld Samen Sterk de absolute meerderheid met 10 op 19 zetels. Lijsttrekker Matthijs Verschraegen werd burgemeester.

### Resultaten gemeenteraadsverkiezingen sinds 1976
| Partij of kartel     | Partij of kartel                                            | 10-10-1976 | 10-10-1976 | 10-10-1982 | 10-10-1982 | 9-10-1988 | 9-10-1988 | 9-10-1994 | 9-10-1994 | 8-10-2000 | 8-10-2000 | 8-10-2006 | 8-10-2006 | 14-10-2012 | 14-10-2012 | 14-10-2018 | 14-10-2018 | 13-10-2024 | 13-10-2024 |
| Stemmen / Zetels     | Stemmen / Zetels                                            | %          | 19         | %          | 19         | %         | 19        | %         | 19        | %         | 19        | %         | 19        | %          | 19         | %          | 19         | %          | 19         |
| -------------------- | ----------------------------------------------------------- | ---------- | ---------- | ---------- | ---------- | --------- | --------- | --------- | --------- | --------- | --------- | --------- | --------- | ---------- | ---------- | ---------- | ---------- | ---------- | ---------- |
|                      | G. Zwalm1/ Open Vld2 / Open Vld Samen Sterk3                | 47,091     | 11         | 56,721     | 11         | 49,671    | 10        | 48,971    | 11        | 51,651    | 11        | 46,311    | 9         | 40,022     | 9          | 39,52      | 9          | 44,13      | 10         |
|                      | CVP1/ VBZ2/ VBZ-SPA/ SAMBAB/ CD&V-Plus3/ ZAZ Zwalm aan Zet4 | 26,871     | 5          | 43,282     | 8          | 33,32     | 7         | 34,772    | 7         | 40,63A    | 8         | 53,69B    | 10        | 14,443     | 2          | 8,83       | 1          | 10,24      | 1          |
|                      | SP1/ SAMBAB/ VoorZwalmC                                     | 11,011     | 1          | -          |            | 14,511    | 2         | 10,951    | 1         | 40,63A    | 8         | 53,69B    | 10        | 29,05C     | 6          | 32,2C      | 7          | 24,1C      | 5          |
|                      | Agalev1/ SAMBAB/ VoorZwalmC                                 | -          |            | -          |            | 2,521     | 0         | 5,311     | 0         | 7,721     | 0         | 53,69B    | 10        | 29,05C     | 6          | 32,2C      | 7          | 24,1C      | 5          |
|                      | SAMBAB/ N-VA1                                               | -          |            | -          |            | -         |           | -         |           | -         |           | 53,69B    | 10        | 13,01      | 2          | 13,71      | 2          | 18,91      | 3          |
|                      | CD                                                          | 15,03      | 2          | -          |            | -         |           | -         |           | -         |           | -         |           | -          |            | -          |            | -          |            |
| Anderen(*)           | Anderen(*)                                                  | -          |            | -          |            | -         |           | -         |           | -         |           | -         |           | 3,5        | 0          | 5,8        | 0          | 2,7        | 0          |
| Totaal stemmen       | Totaal stemmen                                              | 5161       | 5161       | 5391       | 5391       | 5606      | 5606      | 5794      | 5794      | 5866      | 5866      | 6065      | 6065      | 6100       | 6100       | 6221       | 6221       | 4745       | 4745       |
| Opkomst %            | Opkomst %                                                   |            |            |            |            | 98,71     | 98,71     | 98,02     | 98,02     | 96,77     | 96,77     | 97,82     | 97,82     | 96,20      | 96,20      | 96,2       | 96,2       | 70,8       | 70,8       |
| Blanco en ongeldig % | Blanco en ongeldig %                                        | 1,12       | 1,12       | 2,24       | 2,24       | 1,75      | 1,75      | 2,9       | 2,9       | 2,86      | 2,86      | 2,47      | 2,47      | 3,38       | 3,38       | 4,3        | 4,3        | 1,5        | 1,5        |

De rode cijfers naast de gegevens duiden aan onder welke naam de partijen telkens bij een verkiezing opkwamen.

De zetels van de gevormde coalitie staan vetjes afgedrukt. De grootste partij is in kleur.

(*) 2012: Vandenmeersschaut (3,5%) / 2018: Zwalm2030! (5,8%) / 2024: osKar (2,7%)

## Verkeer

### Wegen
Zwalm wordt doorkruist door drie grote wegen:
- de N46
- de N415
- de N454

### Treinverbinding
Dwars door Zwalm loopt van oost naar west de spoorlijn 89 Denderleeuw - Kortrijk.
Sinds de opening van deze spoorweg op 12 april 1868 kende de streek een groei van inwoners, die vooral pendelen naar Brussel en Gent. Dit is ook het geval voor Zottegem, waar de spoorlijn 89 de spoorlijn 122 Melle - Geraardsbergen kruist.
Op 5 januari 1986 reden de eerste elektrische treinen.
De lijn wordt bediend door de IC L van Poperinge - Kortrijk - Brussel - Dendermonde - Sint-Niklaas en door de L van Kortrijk naar Zottegem.
Veel pendelaars van Zwalm maken gebruik van deze treinverbinding richting Brussel. Scholieren nemen de trein naar Zottegem of naar Oudenaarde. Studenten kunnen via Zottegem of Oudenaarde naar Gent-Sint-Pieters.
Het gedeelte tussen Zottegem en Elzele van spoorlijn 82 werd afgeschaft. Op deze lijn bevond zich het Station Rozebeke. Het stuk tussen Zottegem en Opbrakel is verhard tot wandel- en fietspad, en heet het Mijnwerkerspad.
Van de vier treinstations Munkzwalm, Roborst, Rozebeke en Sint-Denijs-Boekel blijven nog de twee stations Munkzwalm en Sint-Denijs-Boekel over. Aan deze stations zijn ruime gratis parkings voorzien.
Het stationsgebouw van Munkzwalm is momenteel een horecazaak.
Tijdens de weekdagen stoppen er P treinen en L treinen. Tijdens het weekeinde stoppen de IC L treinen.
Aan het vroegere station van Roborst vinden we nu het containerpark van Zwalm. Het stationsgebouw en de perrons van Roborst zijn verdwenen.
Het station van Sint-Denijs-Boekel heette vroeger "Sint-Denijs-Boekel Nederzwalm". In het station van Sint-Denijs-Boekel waren vroeger aftakkingen met loskades. Er blijven nu nog enkel vier wissels over om treinen te laten veranderen van spoor. Deze verwissellocatie ligt ongeveer halverwege tussen Zottegem en Oudenaarde. De seinpost is geautomatiseerd.
De loskade wordt gebruikt als opslagplaats voor bouwmaterialen en is voor een deel verhard tot parking. Het gebouwtje aan deze loskade is nu een restaurant.
Het stationsgebouw van Sint-Denijs-Boekel is een volledig nieuw stationsgebouw inclusief wachtzaal, loketten en wissel- en seininrichtingen, maar dit gebouw is intussen gesloten.
Dit station wordt enkel op weekdagen bediend door P treinen en L treinen.

### Busverbindingen
- Belbus 20 Zwalm - Zottegem
- Lijnbus 23 Zottegem - Michelbeke - Ronse
- Belbus 40 Oosterzele - Zottegem
- Lijnbus 41 Zottegem - Oudenaarde
- Belbus 45 Horebeke - Oudenaarde
- Lijnbus 81 Zottegem - Gavere - Deinze

### Waterwegen

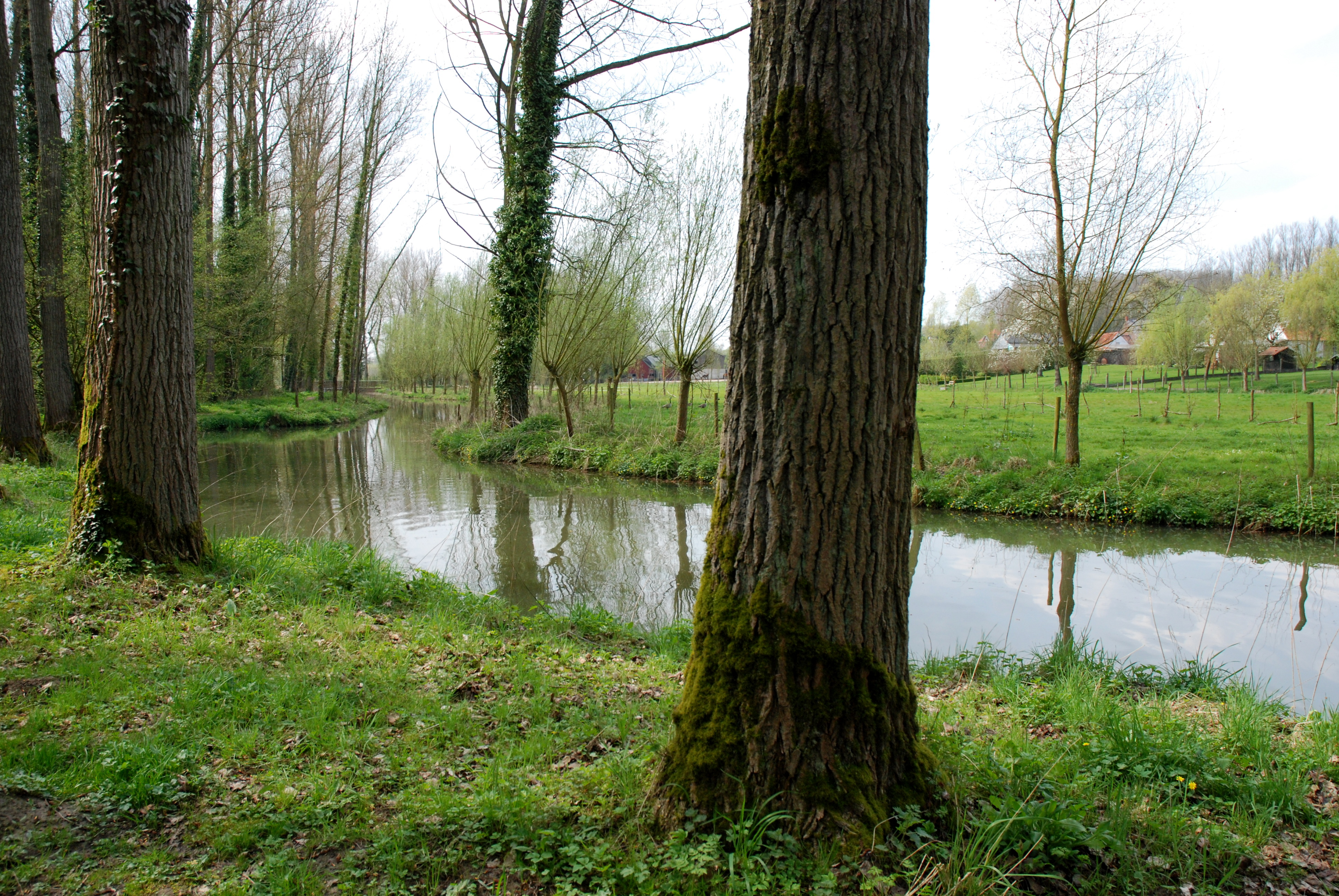
De Zwalm in Zwalm

- Ten westen van Nederzwalm-Hermelgem ligt de Schelde.
- De Zwalmbeek stroomt vanaf de grens met Brakel in een boog in tegenwijzerzin door de gemeente Zwalm van zuid-oost in Rozebeke langs Roborst in het oosten met de grens van Zottegem, loopt dwars doorheen Munkzwalm van oost naar west, en mondt in het westen uit op de grens van Nederzwalm-Hermelgem en Welden in de Schelde.
- De Peerdestokbeek - Boekelbeek, de belangrijkste zijtak van de Zwalm, stroomt van Zegelsem van zuid-west langs Sint-Blasius-Boekel en Sint-Denijs-Boekel, op de grens met Oudenaarde, en mondt in Nederzwalm-Hermelgem in de Zwalm.
- In het noorden van de gemeente bevindt zich de Stampkotbeek - Munkbosbeek in natuurgebied Munkbosbeekvallei. Deze beek komt van Balegem, loopt door Dikkele, Beerlegem en langs het domein Ten Bieze met het kasteel van Beerlegem, dan op de grens tussen Paulatem en Meilegem, stroomt dan door Sint-Maria-Latem, en mondt in Nederzwalm-Hermelgem uit in de Schelde. Deze beek hoort dus niet bij het waterbekken van de Zwalm, maar loopt wel door de gemeente Zwalm. Hermelgem ligt aan de monding van deze beek in de Schelde.
- De gemeente wordt doorkruist door tal van zijbeekjes van de Zwalm en van de Stampkotbeek.

De Zwalmbeek is op haar benedenloop en op de opgestuwde delen bevaarbaar met kleine roeiboten en kano's. Vroeger werd de Zwalm bevaren als recreatie.

## Bezienswaardigheden

### Natuur
- het Provinciaal Natuureducatief Centrum De Kaaihoeve bij natuurgebied Kaaimeersen
- natuurgebied Munkbosbeekvallei
- natuurgebied Perlinkvallei
- natuurgebied Blarewater
- natuurgebied Middenloop Zwalm
- natuurgebied Gaverbos

### Houtig erfgoed
- De Jagersboom: een beeldbepalende linde op een kruispunt en op de historische grens van Hundelgem en Munkzwalm

### Molenerfgoed
- Bostmolen op de Zwalm in Roborst
- Pedes molen op de Passemaregracht te Hundelgem
- Zwalmmolen op de Zwalm in Munkzwalm
- IJzerkotmolen op de Zwalm in Sint-Maria-Latem
- Moldergemmolen op de Boekelbeek in Sint-Denijs-Boekel
- Vanderlindensmolen op de Boekelbeek in Nederzwalm
- Ter Biestmolen op de Zwalm in Nederzwalm
- Vinkemolen in Sint-Denijs-Boekel

### Bouwkundig erfgoed
- Sint-Margarethakapel in Wijlegem (Sint-Denijs-Boekel)
- dorpskernen van Rozebeke, Paulatem (tot de fusie het kleinste dorp van Vlaanderen), Roborst (met de waterkersgrachten), Dikkele (een van de 50 mooiste dorpen van Vlaanderen), Wijlegem
- Kasteel Ten Bieze in Beerlegem
- Kasteel van Roborst
- Klein Zwitserland

### Muzikaal erfgoed: orgels
- Nederzwalm, Alle Heiligenkerk: uniek orgel van Petrus Haelvoet (Kerkhove) uit 1855, een belangrijke getuige van een overgangsstijl in de orgelbouw van rond het midden van de 19de eeuw. Dit instrument is het enige nog bestaande werk van deze regionale orgelbouwer. Eén klavier van de twee bespeelbaar. Beschermd monument. [9]
- Sint-Blasius-Boekel, Sint-Blasiuskerk: een van de eerste orgels van orgelbouwer F.B. Loret uit ca. 1835, bespeelbaar, beschermd monument [10]
- Dikkele, Sint-Pietersbandenkerk: laat-classicistisch orgel van Petrus Vereecken uit 1870, beschermd monument [11]
- Hundelgem, Sint-Amanduskerk: orgel van een late Van Peteghem, beschermd monument [12]

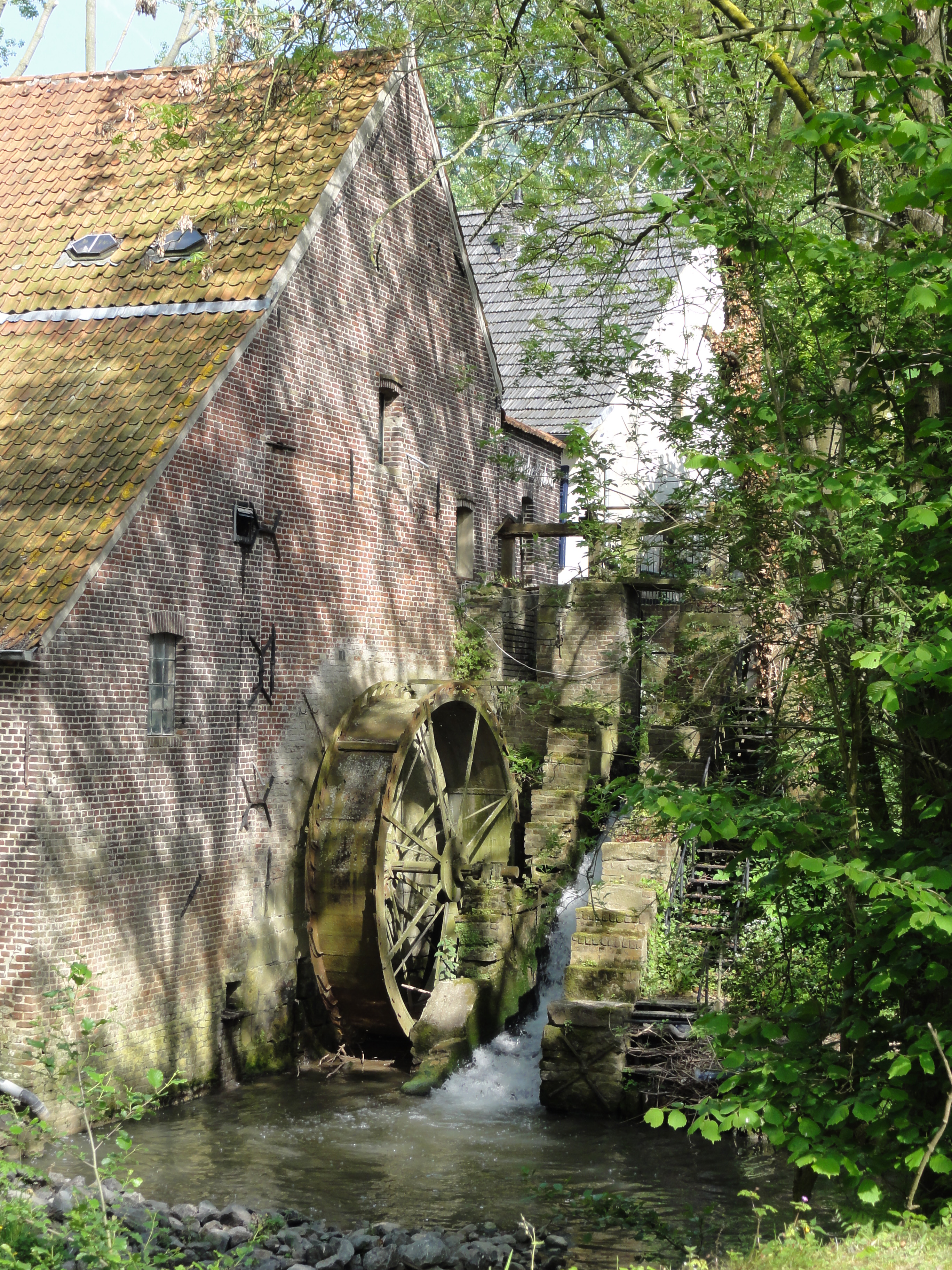
Moldergemmolen
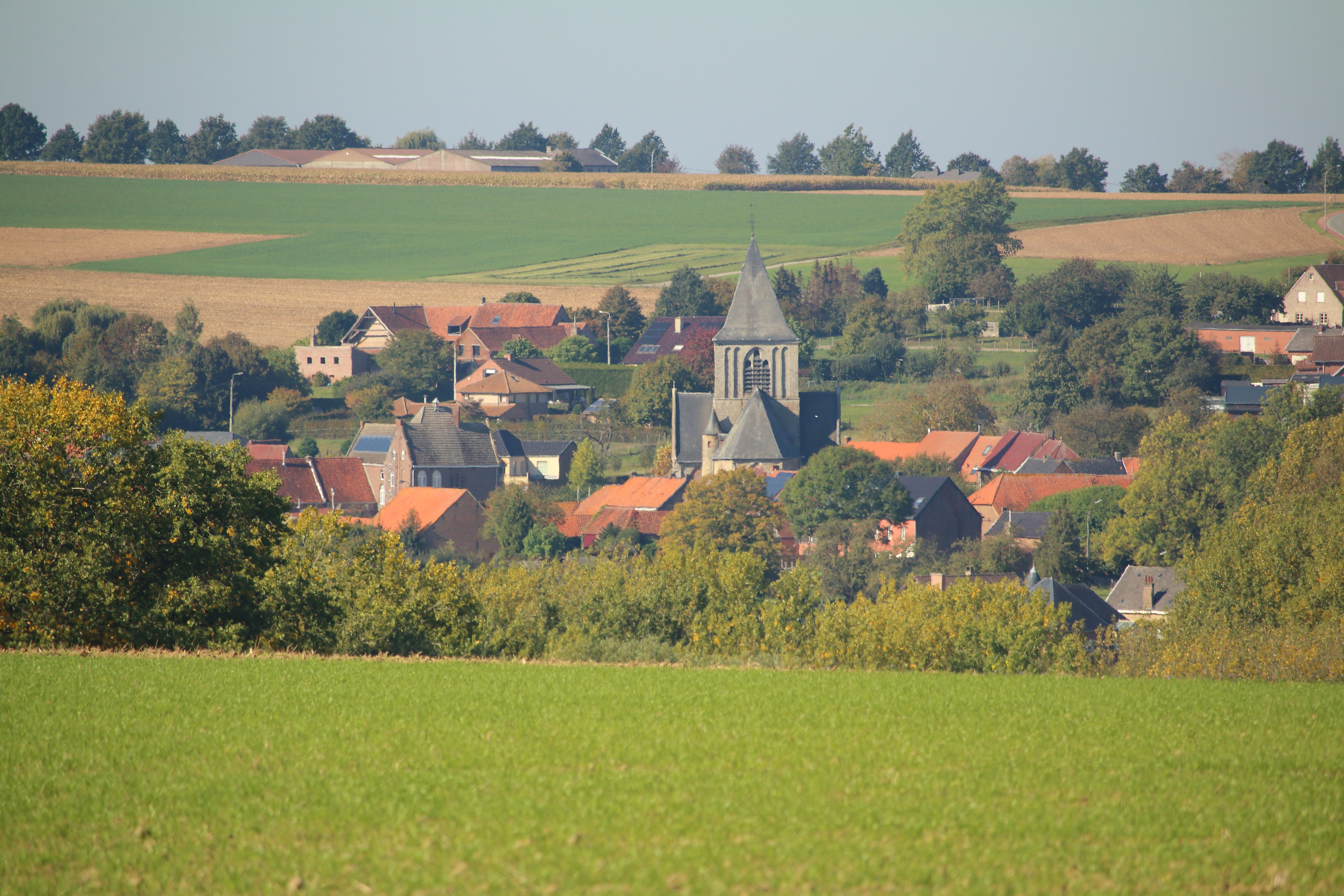
Rozebeke
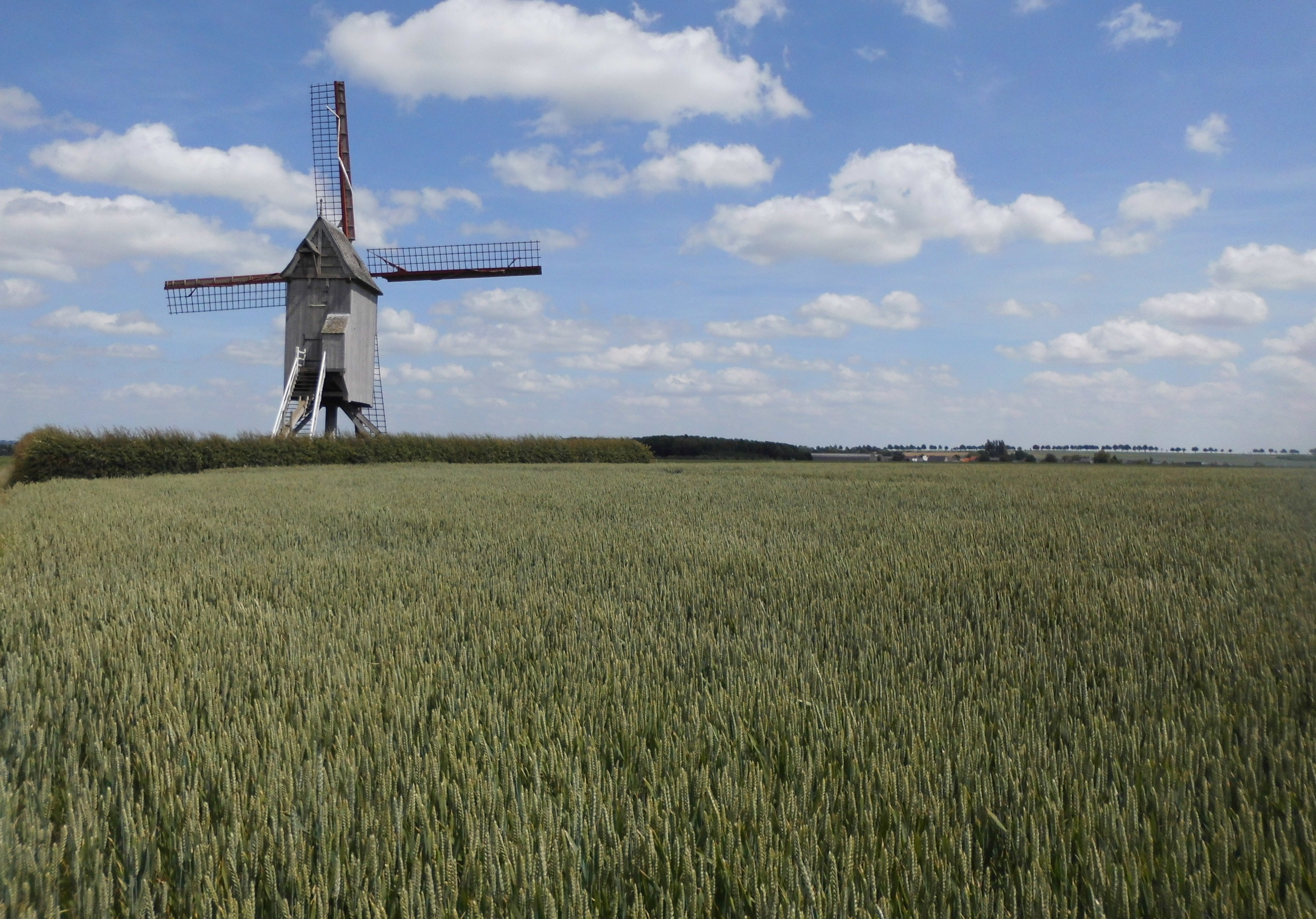
Vinkemolen
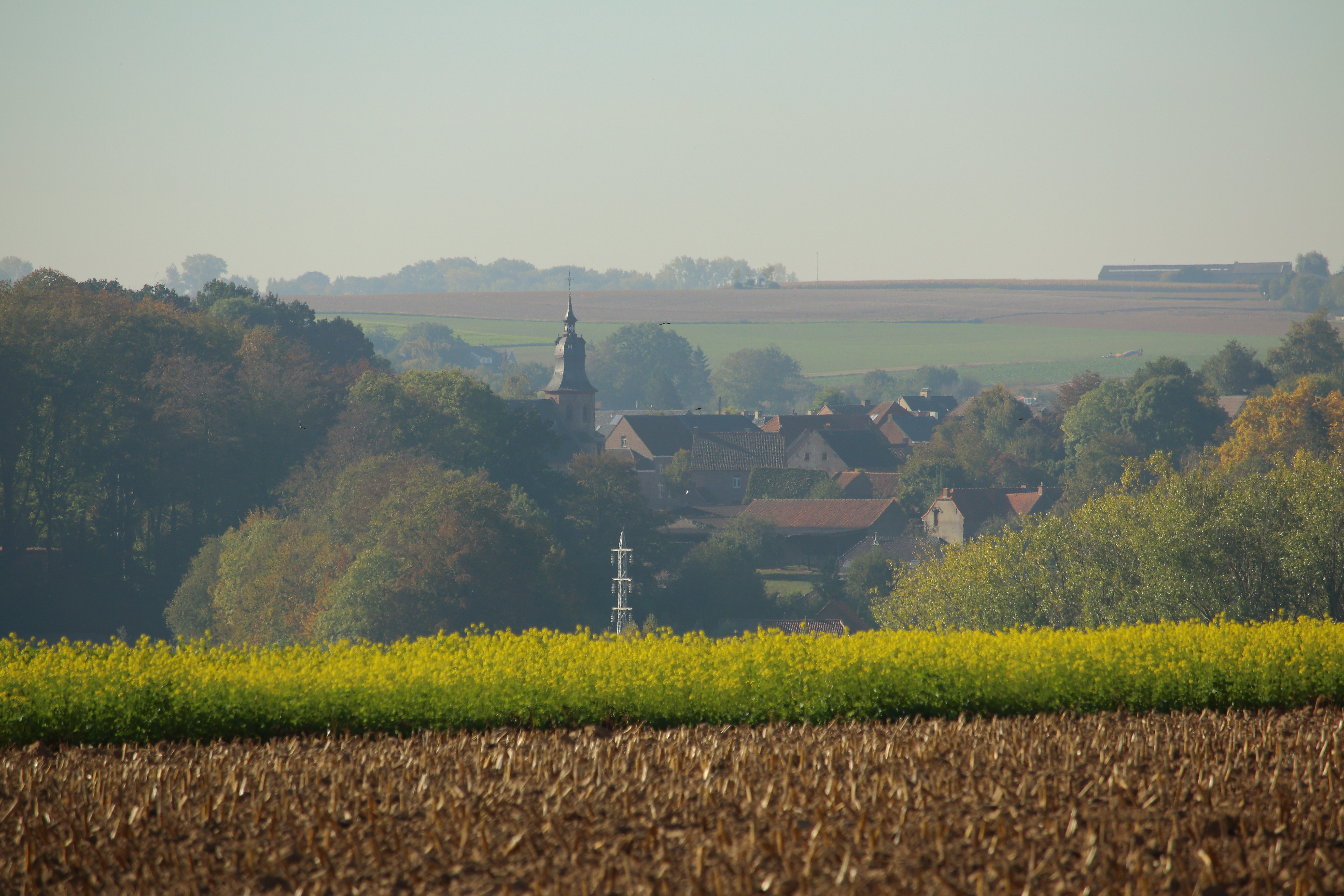
Roborst
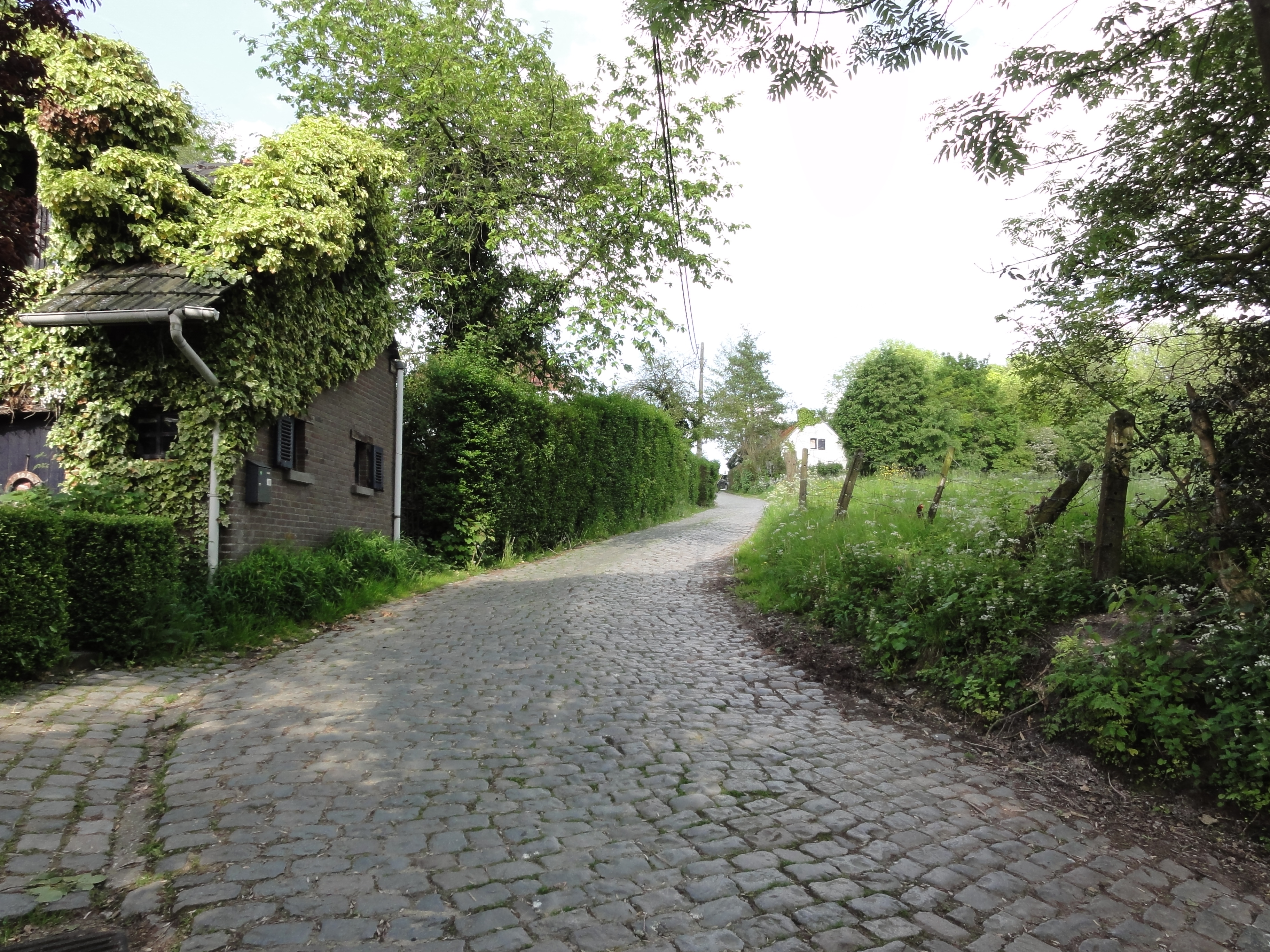
Molenberg
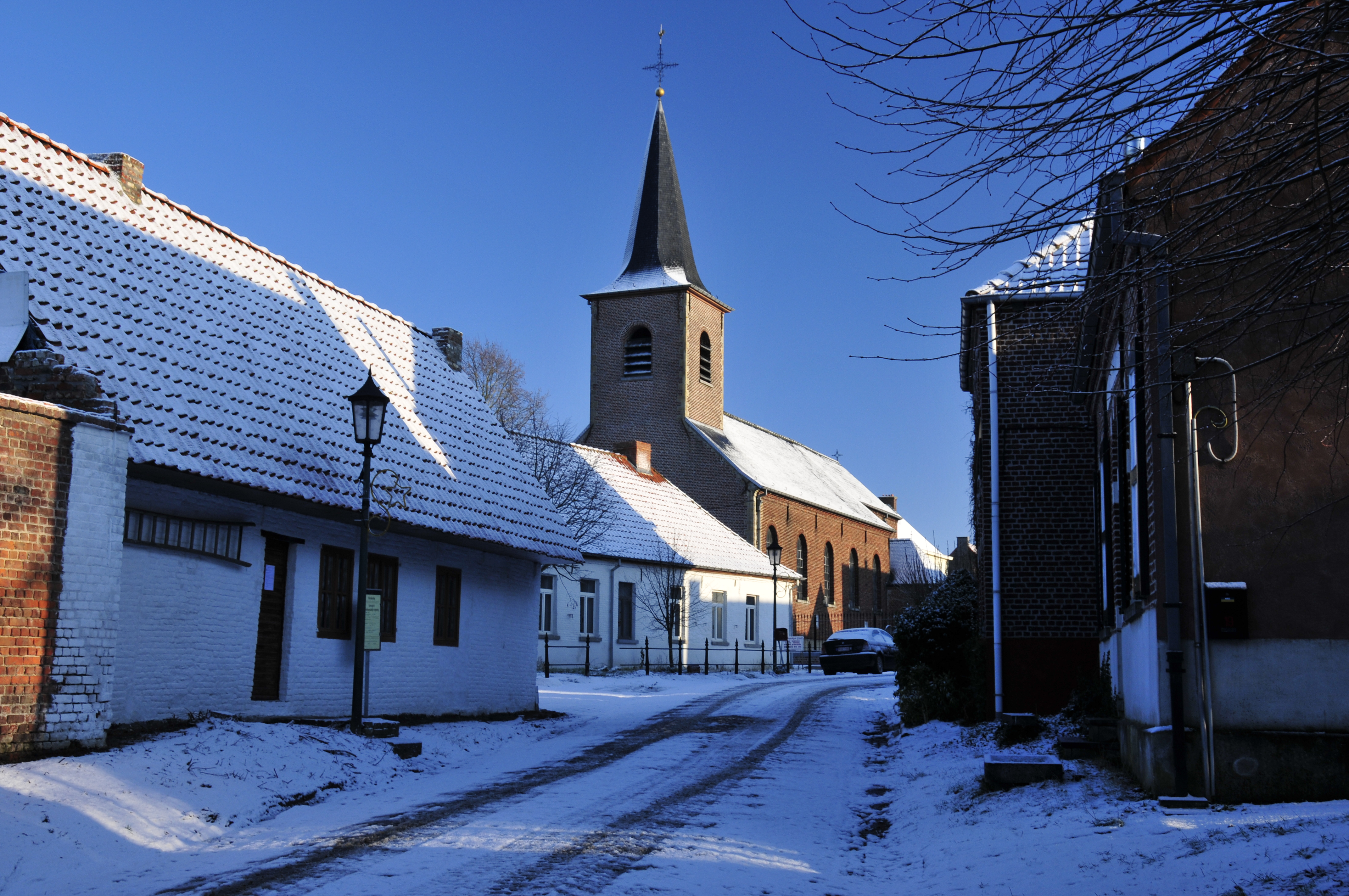
Dikkele
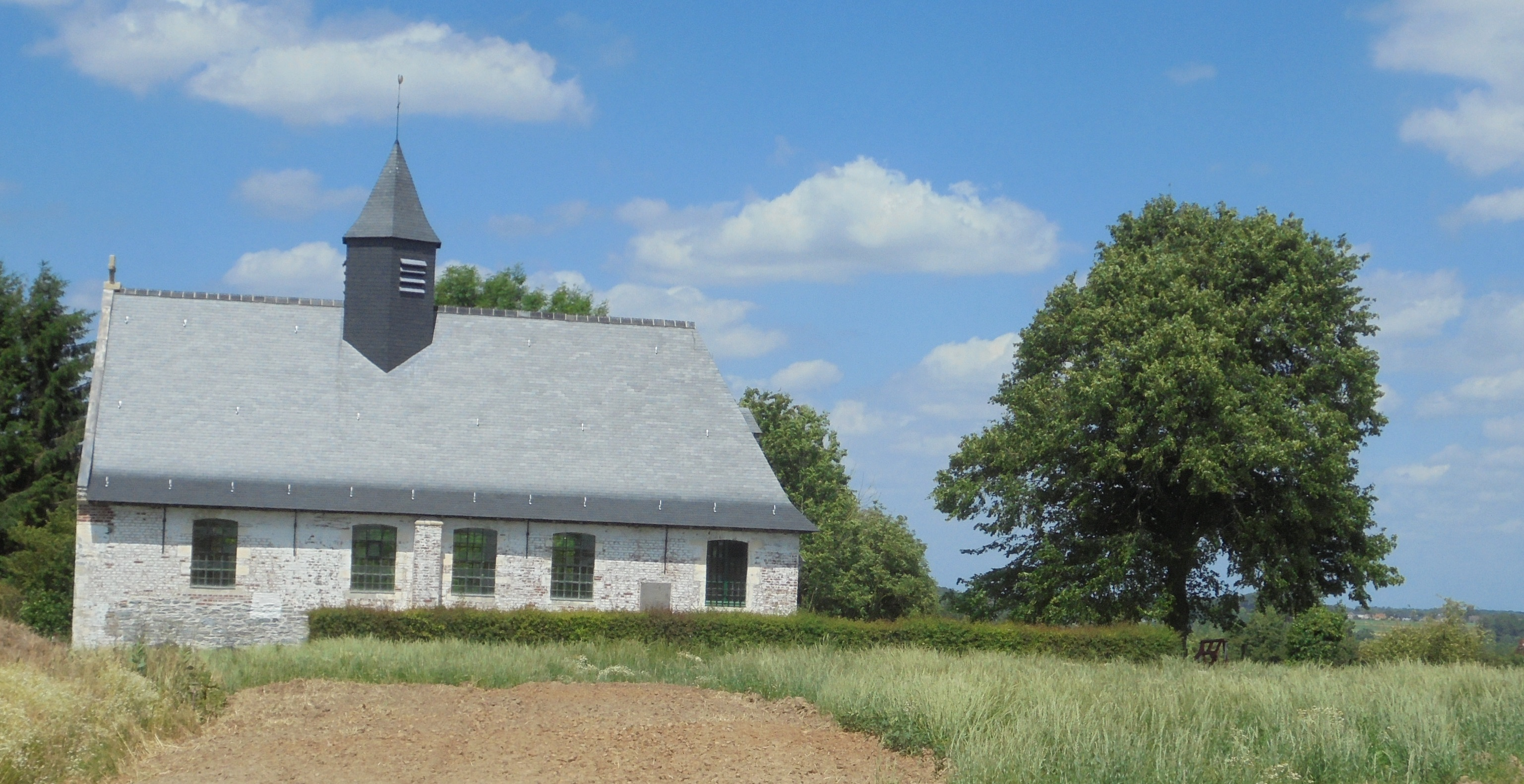
Sint-Margarethakapel
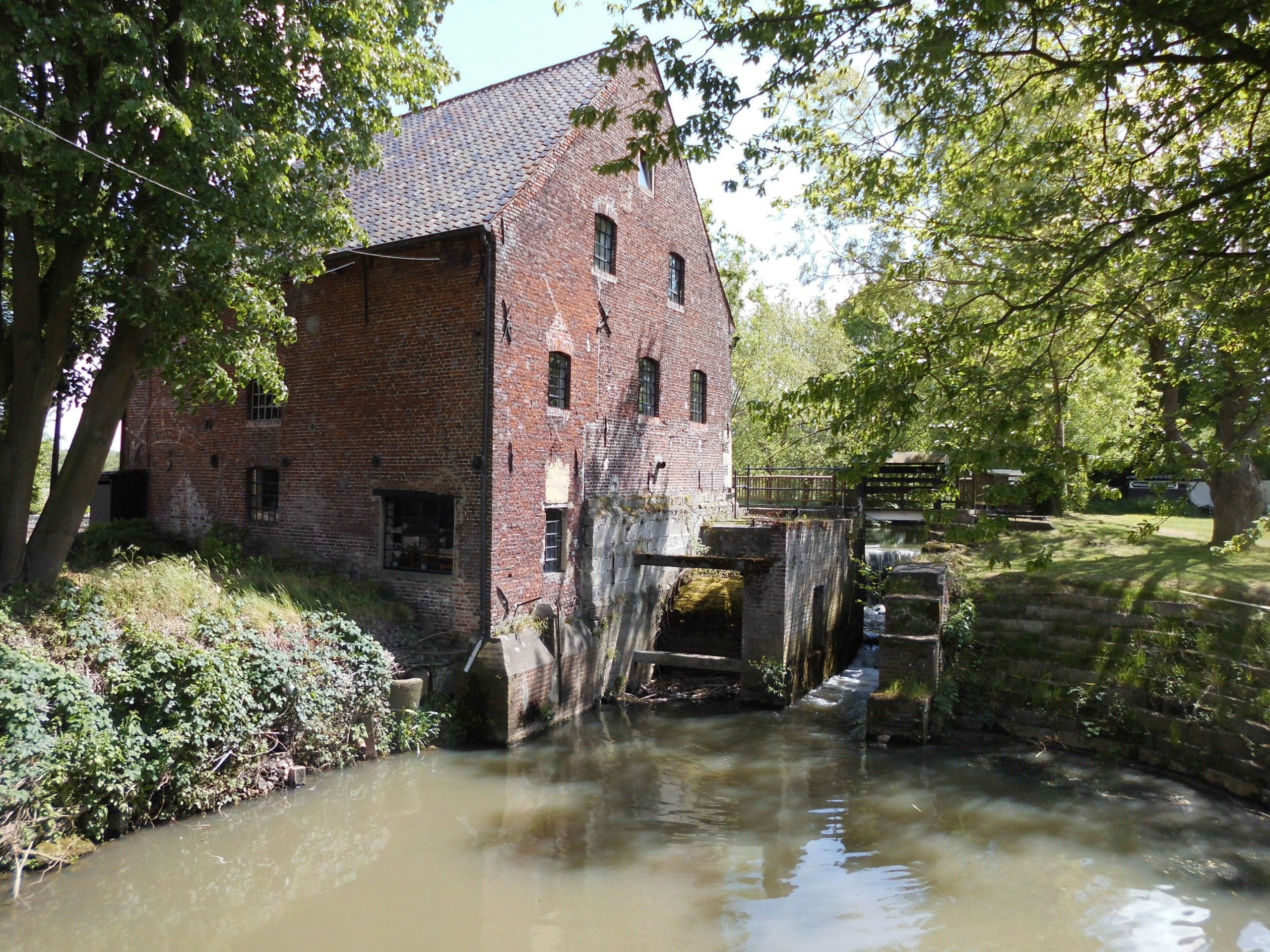
Bostmolen

## Bekende inwoners
- Hedwig Leenaert (1931-2017), atleet
- René De Clercq (1945-2017), wielrenner
- Bruno Tuybens (1961), politicus
- Johan Tahon (1965), beeldhouwer
- Jolien D'hoore (1990), wielrenner
- Dieter Steenhaut (1997), stripauteur van Jommeke

## Partnersteden
- Schwalmstadt (Duitsland). Op 9 augustus 2014 werd de Schwalmstadbrug over de Zwalm, in de buurt van de Zwalmmolen ingehuldigd.

Deelgemeenten: Beerlegem · Dikkele · Hundelgem · Meilegem · Munkzwalm · Nederzwalm-Hermelgem · Paulatem · Roborst · Rozebeke · Sint-Blasius-Boekel · Sint-Denijs-Boekel · Sint-Maria-Latem

Overige dorpen en gehuchten: Hermelgem · Nederzwalm · Wijlegem

Belgische gemeenten · Arrondissement Oudenaarde · Oost-Vlaanderen · Vlaanderen
Aalst · Aalter · Assenede · Berlare · Beveren-Kruibeke-Zwijndrecht · Brakel · Buggenhout · Deinze · Denderleeuw · Dendermonde · Destelbergen · Eeklo · Erpe-Mere · Evergem · Gavere · Gent · Geraardsbergen · Haaltert · Hamme · Herzele · Horebeke · Kaprijke · Kluisbergen · Kruisem · Laarne · Lebbeke · Lede · Lierde · Lievegem · Lochristi · Lokeren · Maarkedal · Maldegem · Merelbeke-Melle · Nazareth-De Pinte · Ninove · Oosterzele · Oudenaarde · Ronse · Sint-Gillis-Waas · Sint-Laureins · Sint-Lievens-Houtem · Sint-Martens-Latem · Sint-Niklaas · Stekene · Temse · Waasmunster · Wetteren · Wichelen · Wortegem-Petegem · Zele · Zelzate · Zottegem · Zulte · Zwalm

België: Provincies · Gemeenten